# Ахмед, Шахбаз
Шахбаз Ахмед (урду شہباز احمد‎, англ. Shahbaz Ahmed, 1 сентября 1968, Лайяллпур, Пакистан) — пакистанский хоккеист (хоккей на траве), нападающий. Бронзовый призёр летних Олимпийских игр 1992 года, участник летних Олимпийских игр 1988 и 1996 годов, чемпион мира 1994 года, серебряный призёр чемпионата мира 1990 года, чемпион Азии 1989 года, чемпион летних Азиатских игр 1990 года, серебряный призёр летних Азиатских игр 1986 года, бронзовый призёр летних Азиатских игр 1994 года. 

## Биография
Шахбаз Ахмед родился 1 сентября 1968 года в пакистанском городе Лайяллпур (сейчас Фейсалабад).
Играл в хоккей на траве за ПИА из Карачи. После летних Олимпийских игр 1996 года играл в Нидерландах за «Оранье Зварт» из Эйндховена и в Германии за «Харвестехудер» из Гамбурга.
В 1988 году вошёл в состав сборной Пакистана по хоккею на траве на летних Олимпийских играх в Сеуле, занявшей 5-е место. Играл на позиции нападающего, провёл 7 матчей, забил 3 мяча (два в ворота сборной Кении, один — Аргентине).
В 1989 году завоевал золотую медаль чемпионата Азии в Нью-Дели.
В 1992 году вошёл в состав сборной Пакистана по хоккею на траве на летних Олимпийских играх в Барселоне и завоевал бронзовую медаль. Играл на позиции нападающего, провёл 7 матчей, забил 1 мяч в ворота сборной Объединённой команды. Был знаменосцем сборной Пакистана на церемонии открытия Олимпиады.
В 1996 году вошёл в состав сборной Пакистана по хоккею на траве на летних Олимпийских играх в Атланте, занявшей 6-е место. Играл на позиции нападающего, провёл 7 матчей, забил 3 мяча в ворота сборной Аргентины.
В 1994 году был капитаном сборной Пакистана на чемпионате мира в Сиднее, где она выиграла бронзу. Кроме того, на счету Ахмеда — серебро на чемпионате мира 1990 года. На обоих турнирах он был признан лучшим игроком, что больше не удавалось ни одному хоккеисту.
Завоевал комплект медалей на хоккейных турнирах летних Азиатских игр: золото в 1990 году в Пекине, серебро в 1986 году в Сеуле, бронзу в 1994 году в Хиросиме.
Также завоевал комплект наград Трофея чемпионов: золото в 1994 году, серебро в 1988 году, бронзу в 1986 году.
В 1986—2002 годах провёл за сборную Пакистана 304 матча, забил 98 мячей. Рекордсмен сборной по числу проведённых игр.
Ахмеда называли одним из лучших нападающих в истории хоккея на траве. Его отличали ловкость, умение укрыть мяч от опекуна и качественное владение мячом. За игру он получил прозвище «Марадона хоккея на траве», а за умение в одиночку противостоять нескольким соперникам — «Человек на электрических каблуках».
Удостоен государственной награды «Хилал-и-Пакистан». В 2002 году получил награду Pride of Perfomance.
В 2002 году завершил игровую карьеру. В 2010 году был менеджером Пакистанских международных авиалиний в Саудовской Аравии.
В 2015 году занял пост генерального секретаря Федерации хоккея на траве Пакистана.